# Don Juan und Faust
Don Juan und Faust ist ein Ideendrama von Christian Dietrich Grabbe aus dem Jahr 1828. In ihm lässt der Autor zwei mythische Gestalten der Weltliteratur, Don Juan und Faust, aufeinandertreffen. Grabbe beabsichtigte mit seinem Drama sowohl Goethe als auch Mozart zu übertreffen.

## Handlung
Der berühmt-berüchtigte Liebhaber Don Juan reist nach zahlreichen Liebesabenteuern mit seinem Diener Leporello nach Rom und wirbt dort um die Tochter des spanischen Gesandten, Donna Anna, die allerdings bereits mit dem naiven Adeligen Octavio verlobt ist. Ohne Skrupel, gelenkt von egoistischer Begierde und Genusssucht, provoziert er auf dem Verlobungsfest ein Duell mit Octavio, um ihn zu beseitigen. Er ersticht Octavio und kurz darauf Annas Vater, der Octavios Tod rächen will. Doch bevor Don Juan die nun wieder freie Anna an sich reißen kann, wird sie von dem Zauberer Faust entführt. Dieser hat auf seiner Suche nach Wissen und Macht seine Seele dem Teufel verschrieben, der ihm in Gestalt eines Ritters erschienen ist. Statt Fausts Durst nach überirdischem Wissen zu befriedigen, entfacht der Ritter jedoch in ihm nur die Lust nach der diesseitigen Liebe zu Donna Anna. Faust entführt die Schöne deshalb auf ein Schloss in den Alpen, genauer auf dem Montblanc, und versucht ihre Liebe zu gewinnen. Doch sie hat bereits Don Juan widerstanden und fordert Faust auf, sie freizulassen. Don Juan und Leporello machen sich derweil auf, um Anna zu befreien, doch Faust schleudert die verhinderten Befreier durch die Lüfte zurück nach Rom. Faust tötet Anna im Zorn über ihre Standhaftigkeit mit seiner Magie. Während er nun um die Erschlagene trauert („Ich schlug das Herrlichste zu Trümmern, weil ichs nicht begriff.“), richtet Don Juan seine Gedanken auf neue Liebesabenteuer, denn Anna war für ihn nur eine weitere Herausforderung. Am Ende ereilt beide Protagonisten der Tod: Faust, der durch den Tod Annas jeglichen Lebenswillen verloren hat, und Don Juan, der sich weigert, seine Sünden zu bereuen, werden von dem Ritter in sein Reich geholt.

## Interpretation
Kern des Dramas ist der Ideenkonflikt zwischen Don Juan und Faust. Erster kann nur körperlich-sinnliche Befriedigung erfahren, zweiter lehnt materialistische Bedürfnisse als menschliche Schwäche ab. In ihrem Ringen um Donna Anna versagen aber beide, da ihr Handeln rein egoistisch motiviert ist. Eine dramaturgisch wirksame Konfrontation zwischen den beiden negativen Helden scheitert an der Übermacht Fausts, der Don Juan nichts entgegensetzen kann. So bleibt der Ideenkonflikt auf die wenigen Dialoge zwischen Don Juan und Faust beschränkt. Dennoch entfaltet das Stück eine starke Bühnenwirkung und wurde als einziges Werk Grabbes zu seinen Lebzeiten aufgeführt (am Landestheater Detmold 1829). 

## Rezeption
Zeitgenossen kritisierten den manifesten Pessimismus des Stückes, der vor allem in den zynischen Textzeilen Don Juans, aber auch in der Weltverachtung Fausts spürbar ist. Kierkegaard allerdings lobte das Stück in seinem Hauptwerk Entweder – Oder, da es in außergewöhnlicher Weise „auf das Böse gegründet“ sei.

## Adaptionen
Eine modernisierte Hörspielbearbeitung des Dramas durch Peter Barnes wurde erfolgreich vom britischen Sender BBC ausgestrahlt. Die Malerin Clara Siewert schuf zu dem Drama eine expressiv-pathetische Folge. Der Dramatiker Carl Ceiss erarbeitete 1984 eine theatralische Bearbeitung des Stückes.